# Andreas Olheim
Andreas Olheim (Bærum, 19 de junio de 1951) es un deportista noruego que compitió en piragüismo en la modalidad de aguas tranquilas. Ganó una medalla de oro en el Campeonato Mundial de Piragüismo de 1975 en la prueba de K4 10 000 m.
Participó en los Juegos Olímpicos de Montreal 1976, donde fue eliminado en las semifinales de la prueba de K2 1000 m.

## Palmarés internacional
| Campeonato Mundial | Campeonato Mundial    | Campeonato Mundial | Campeonato Mundial |
| Año                | Lugar                 | Medalla            | Evento             |
| ------------------ | --------------------- | ------------------ | ------------------ |
| 1975               | Belgrado (Yugoslavia) | Medalla de oro     | K4 10 000 m        |